# 口外禁止
口外禁止（こうがいきんし）は、2012年2月から阿佐ヶ谷ロフトAで開催されているお笑いトークライブ。

## 概要
- 吉本興業所属の若手女芸人によるトークライブ。

## 内容
- 内容は毎回違うが、前回開催時から間にあった事件など定番の企画もある。

## レギュラー
- TEAM BANANA　山田
- TEAM BANANA　藤本
- 相席スタート　山崎ケイ
- ブロックライブラリー　メメ高橋
- 元あげは　野絵
- かるがも　いくみ
- かるがも　さとみ

## 過去のレギュラー
- メガマキコ
- 元KBBY　ＢＢ

## 過去の企画
■第１夜  (2012/2/10)
- みんなでトーク
- 半々でトーク

→前半:ケイ/高橋/のえ/山田/いくみ
→後半:BB/メガ/藤本/さとみ
- 好きな芸人発表
- 勝手にバレンタインVTR(メガ/BB/さとみ)
- メメ高橋変身企画
- 山添が好き

■第２夜 (2012/5/25)
- BOXトーク
- 男芸人VTR「この人にこれ言ってほしい」
- 新メンバーオーディション(F2/ブービーマドンナ/しん/メガマキコ)
- ケイさんが好きな元スパナペンチ永田をゲストに

■第３夜 (2012/11/30)「KBBY解散」
- BOXトーク
- 田中聡美を探れ
- 男芸人VTR「私に告白してください」
- KBBYについて
- エレファンツ大江すぐるがやってきた

■第４夜 (2013/2/22)
- 野絵お誕生日
- ・半々トーク

→(ケイ山田/お気に入り芸人:らいのせらす川瀬)
→(高橋藤本のえかるがも/恋バナ)
- メンバーの好きな男芸人がつける口外禁止メンバーランキング
- 女芸人みんなが好きな男芸人:ゆったり感中村さん

■第５夜 (2013/7/6)「七夕SP」
- 短冊持って登場
- ケイさんオリジナルメニュー
- 事件簿

→いくみ すい炎再発
→藤本 ダイエット成功
→野絵 顔だけの女
→さとみ 雑誌デビュー
→みゆき さとみの動画
- BOXトーク(家族/結婚/BL/お客様短冊)
- 佐助とケイ
- クイズ理想のシチュエーション(黒沼/山添/かいし/佐助)

■第６夜 (2013/10/26)「ハロウィンSP」
- コスプレで登場
- 事件簿

→いくみ病状報告
→認定漫才師誕生
→おい！デブ！
→絆
→みゆき ポスター
- かるがも特集(いくみの歴史/さとみのツッコミLINE)
- 男芸人50人に聞いた「口外禁止メンバーで誰が好き」
- コマオーディション(大江/宮本/大野/渡久山/村潤)

■第７夜 (2014/1/31)「節分SP」
- 赤と青の服で登場
- 嫌いな先輩を言いながら自己紹介
- 事件簿

→いくみ病状報告
→藤本ダイエット
→ケイさんTHEMANZAI
→マテンロウ大野と野絵
→高橋新コンビ結成(ゲスト:大蔵)
- お客さんから質問
- 可愛がる後輩を決める

→14期～18期女芸人の写真をみながらトーク
→天然ピエロVSかるがも シチュエーションクイズ
- 彩ピラミッドを決める(ゲスト:てのりタイガー/メルボルン/ハンプティダンプティ)

■第８夜 (2014/6/14)「ケイさんBirthdaySP」
- Birthdayドリンク二種類
- お色直し×３
- 本当に嬉しいプレゼント
- ケイさんの半生を振り返ろう(写真/文集)
- ケイさんへの愛

→古今東西(ケイさんの良い所/悪い所)
→ケイさんに合わせましょう
- ケイさん新コマオーディション(坂田/デビポメ/宮本/みずき/佐助)
- ケイさんおめでとうVTR(まえうしろ/大久保/ボーイフレンド/田畑藤本/春夏秋冬/ピスタチオ)

## 会場
- 阿佐ヶ谷ロフトA